# Мамедов, Агиль (футболист, 1972)
Агиль Мамедов (азерб. Aqil Məmmədov; 12 апреля 1972, Сумгаит) — советский и азербайджанский футболист, центральный полузащитник, тренер. Выступал за сборную Азербайджана.

## Биография
Воспитанник сумгаитского футбола. Во взрослом футболе дебютировал в 1989 году в составе местного «Хазара» во второй лиге СССР, сыграв 10 матчей, однако в следующих двух сезонах не выступал в соревнованиях мастеров.
После распада СССР вернулся в состав «Хазара» и стал играть в высшей лиге Азербайджана. Становился серебряным призёром национального чемпионата 1992 и 1993 годов. В ходе сезона 1994/95 ушёл из «Хазара», провёл год в составе «Турана» (Товуз) и полсезона в клубе «Кюр-Нур» (Мингечевир). С «Тураном» стал серебряным призёром сезона 1994/95, но в том чемпионате провёл только три матча. Летом 1996 года вернулся в клуб из Сумгаита, называвшийся теперь «Сумгаит» и «Кимьячи», провёл в его составе четыре сезона с небольшим перерывом, но клуб уже не боролся за высокие места. В сезоне 1997/98 на время уходил в «Шамкир» и стал бронзовым призёром. С 2000 года снова играл за «Шамкир» и дважды (2000/01, 2001/02) завоёвывал золотые награды.
В 2003 году перешёл в бакинский «Нефтчи», с которым победил в чемпионате и Кубке Азербайджана 2003/04. Следующий сезон провёл в агдамском «Карабахе», а с 2005 года в течение трёх лет снова играл за «Нефтчи». Серебряный (2006/07) и бронзовый (2005/06, 2007/08) призёр чемпионата Азербайджана.
В сезоне 2008/09 играл за «Карван» (Евлах), однако покинул команду по финансовым причинам. В конце карьеры играл за клубы Сумгаита — «Стандард» и вновь образованный «Сумгаит». Последние матчи на высшем уровне провёл в 40-летнем возрасте.
Всего в высшей лиге Азербайджана сыграл 363 матча (по другим данным 359). По состоянию на 2019 год входит в десятку лучших игроков лиги по числу матчей.
В национальной сборной Азербайджана дебютировал почти в 32-летнем возрасте, 31 марта 2004 года в игре против Молдавии. Всего в 2004—2005 годах сыграл 6 матчей за сборную.
С июня 2013 по октябрь 2015 года работал главным тренером «Сумгаита». В сезоне 2016/17 был главным тренером клуба первой лиги «Миль-Мугань». В октябре 2017 года назначен главным тренером клуба МОИК.